# 印度等地法律汇编
印度等地法律汇编（西班牙語：Leyes de las Indias）是西班牙美洲殖民地和西屬東印度群島等地的法典。該法典由1681年由西班牙政府編成。印度等地法律汇编由几个世纪以来西班牙當局颁布的法令组成。西班牙政府将這些法令精简为6377条。印度等地法律汇编成为后来英、法、荷制定殖民地法令的范本。